# Paradela (Miranda do Douro)
Paradela ist ein Ort und eine ehemalige Gemeinde (Freguesia) im portugiesischen Kreis Miranda do Douro. Die Gemeinde hatte 150 Einwohner (Stand 30. Juni 2011).
Am 29. September 2013 wurden die Gemeinden Paradela und Ifanes zur neuen Gemeinde União das Freguesias de Ifanes e Paradela zusammengeschlossen.
Paradela ist der am weitesten vom Meer entfernte Ort in Portugal.